# Mirhipipteryx andensis
Mirhipipteryx andensis is een rechtvleugelig insect uit de familie Ripipterygidae. De wetenschappelijke naam van deze soort is voor het eerst geldig gepubliceerd in 1969 door Günther.